# Dudley House
Dudley House est une hôtel particulier classé de Grade II * de 4 100 m², situé au 100, Park Lane à Mayfair, à Londres. C'est l'une des rares maisons de ville aristocratiques survivantes à Londres. Dudley House doit son nom à la famille Ward, titulaire des titres de barons Ward, vicomtes Dudley et Ward et comtes de Dudley. En 2021, elle appartient au cheikh Hamad Ben Abdullah Al-Thani, cousin germain de l'émir du Qatar. 

## Histoire
Une ancienne maison avec des écuries sur le site est acquise en 1742 par le 6e baron de Ward. En 1759, le 3e vicomte Dudley et Ward entreprend d'importantes modifications de la propriété. Entre 1827 et 1829, le 1er comte de Dudley fait reconstruire la maison selon les plans de l'architecte William Atkinson. Le comte meurt sans enfants, et fou, en 1833. La maison est louée au 2e marquis Conyngham, puis au 2e marquis d'Abercorn.
En 1847, le 11e Lord Ward, cousin du comte, récupère la maison et y reste jusqu'à sa mort en 1885, date à laquelle il est devenu le 1er comte de Dudley de la deuxième création. En 1855, il demande à l’architecte Samuel Whitfield Daukes les modifications les plus impressionnantes, notamment une galerie de peintures et une salle de bal. Après avoir hérité de son père, le 2e comte de Dudley étend la véranda au-dessus du porche.
En 1895, la maison est vendue à Sir Joseph Robinson, 1er Baronnet, un magnat des mines sud-africain. Robinson utilise fréquemment la maison pour se divertir, y accueillant des représentations des chanteuses Nellie Melba et Clara Butt. En 1912, Sir John Hubert Ward rachète le bâtiment pour 10 000 livres et y reste jusqu'à sa mort en 1938.
Dudley House est gravement endommagée lors du Blitz pendant la Seconde Guerre mondiale et la propriété revient à la possession du domaine Grosvenor. Le bâtiment devient alors un bureau temporaire, avant de commencer à se dégrader et à se transformer en ruine. Hammerson, une société britannique d'investissement et de développement immobilier, transforme la maison en bureaux, conçus par les architectes Sir Basil Spence et Anthony Blee en 1969-1970. Les architectes conservent les intérieurs historiques de Dudley House mais l'arrière de la maison est complètement reconstruit, la salle de bal et la galerie de tableaux endommagées par la guerre disparaissant, seules des parties du plafond de celle-ci subsistant sous un faux plafond. La maison reste comme bureau pendant soixante ans avant son retour en résidence privée.
En 2006, Hammerson et le propriétaire, le Grosvenor Estate, cèdent le bail pour 37,4 millions de livres sterling à Bristol Isles Ltd., une société d’investissement privée contrôlée par l’émir du Qatar. La maison fait l’objet d’une rénovation majeure ainsi que de travaux de restauration qui comprennent la reconstruction de la galerie de peintures et de la salle de bal historiques. La maison est, en 2021, la résidence londonienne du cheikh Hamad bin Abdullah Al-Thani, fils du cheikh Abdullah bin Khalifa Al-Thani, frère de l'ancien émir du Qatar et cousin germain de l'émir actuel, le cheikh Tamim bin Hamad Al-Thani.
En février 2015, le magazine Vanity Fair décrit la maison comme étant la résidence privée la plus chère de Londres (environ 400 millions de dollars). La reine Elizabeth II, la visitant, aurait prétendu que la maison rendrait le palais de Buckingham plutôt terne.
Peu de temps après la publication de l'article, le Conseil de Westminster a rejeté une demande de planification qatarienne visant à associer deux hôtels particuliers situés à Cornwall Terrace, à Regent's Park, afin de créer un palais de 17 chambres à coucher. Le Guardian a allégué que la publicité précédente avait suscité l'inquiétude de la famille gouvernante du Qatar, citant une source affirmant que ce dernier était perçu comme « très bling-bling ».
Aux côtés de Lancaster House, de Bridgewater House, d'Apsley House et de Spencer House, Dudley House est une survivance exceptionnelle des nombreux palais privés qui ornaient autrefois le centre de Londres. Dudley House et Stanhope House sont les deux seules restantes des dix demeures d'origine qui bordaient Park Lane en 1900 .